# Musée d'Azerbaïdjan

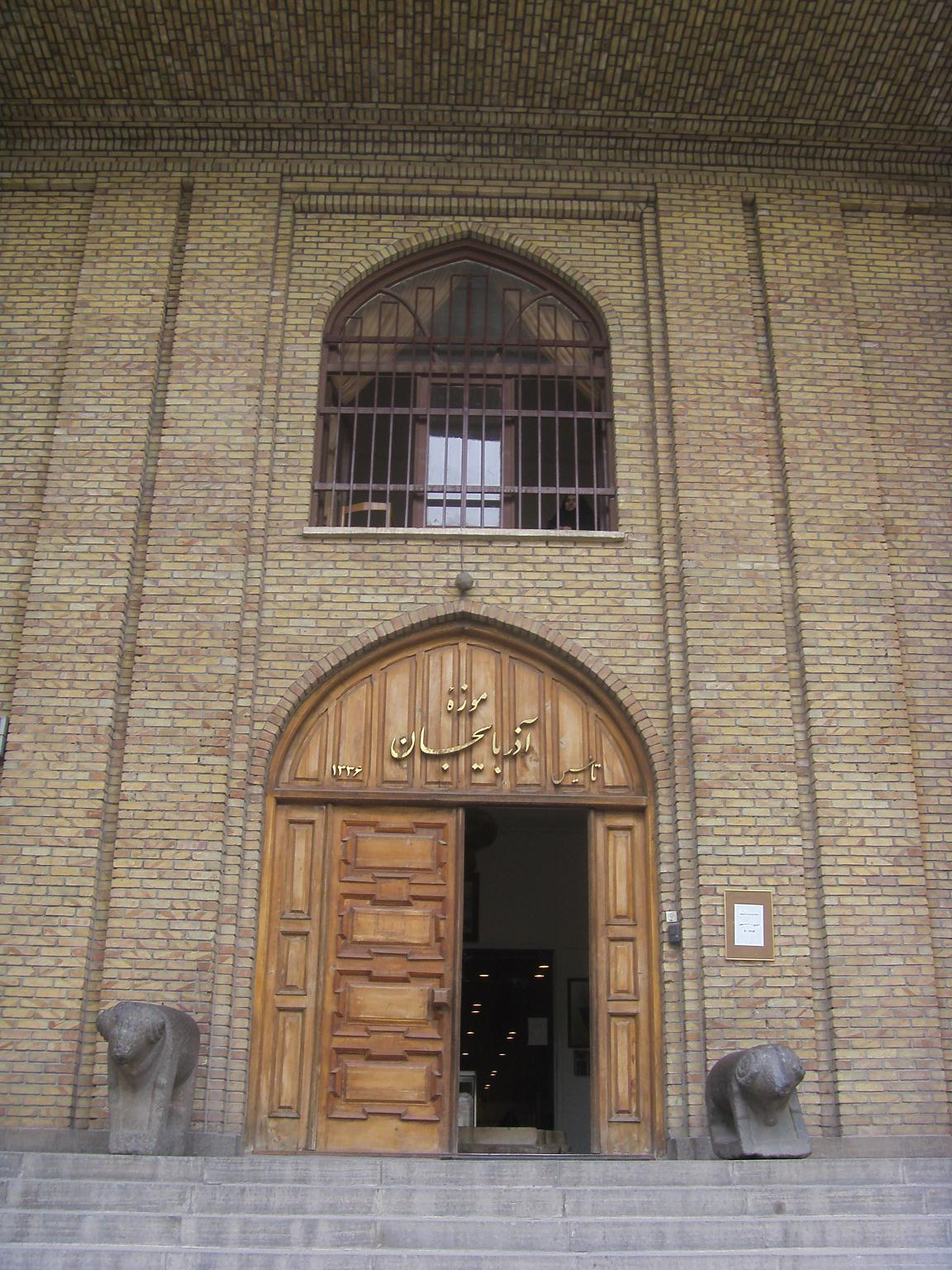
Entrée du musée

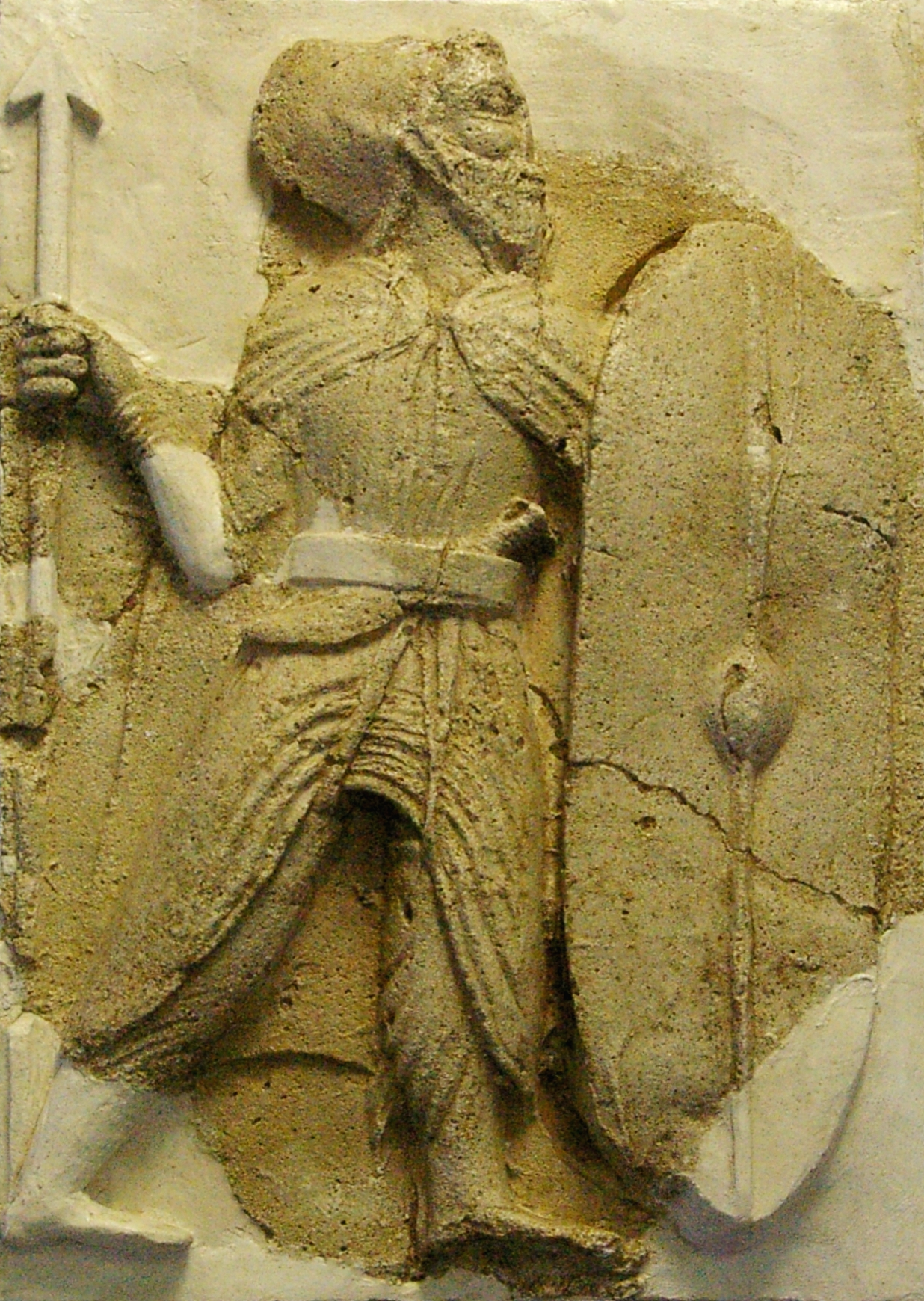
Relief représentant un soldat de la dynastie parthe (IIIe siècle av. J.-C.), trouvé au fort de Zahhak.

Le musée d'Azerbaïdjan, ou musée de Tabriz, est un musée situé en Iran à Tabriz, capitale de la province d'Azerbaïdjan oriental, dans le nord-ouest du pays. Inauguré en avril 1958 sous le règne de Mohammad Reza Pahlavi, ce musée est consacré à l'histoire et à l'archéologie de la région. C'est l'un des plus importants d'Iran, concernant ces domaines. Il se trouve non loin du parc Khaqani et de la mosquée Bleue.
Une dizaine de vitrines d'exposition présentent des pièces anthropologiques d'une haute signification pour l'histoire locale. Certaines pièces du musée remontent au Ve siècle av. J.-C. La numismatique est particulièrement représentée avec des pièces de différentes époques des trois derniers siècles av. J.-C. Les objets d'art islamique quant à eux s'étendent ici du Xe siècle au XVIIe siècle. L'exposition permanente expose aussi des objets rattachés à la révolution constitutionnelle.  Les visiteurs trouvent également des objets d'art occidental, avec des statues de bronze et des tableaux d'artistes européens.
Le musée s'étend sur 3 000 mètres carrés, et possède environ 4 500 objets, ainsi qu'une bibliothèque de 2 500 ouvrages.

## Illustrations

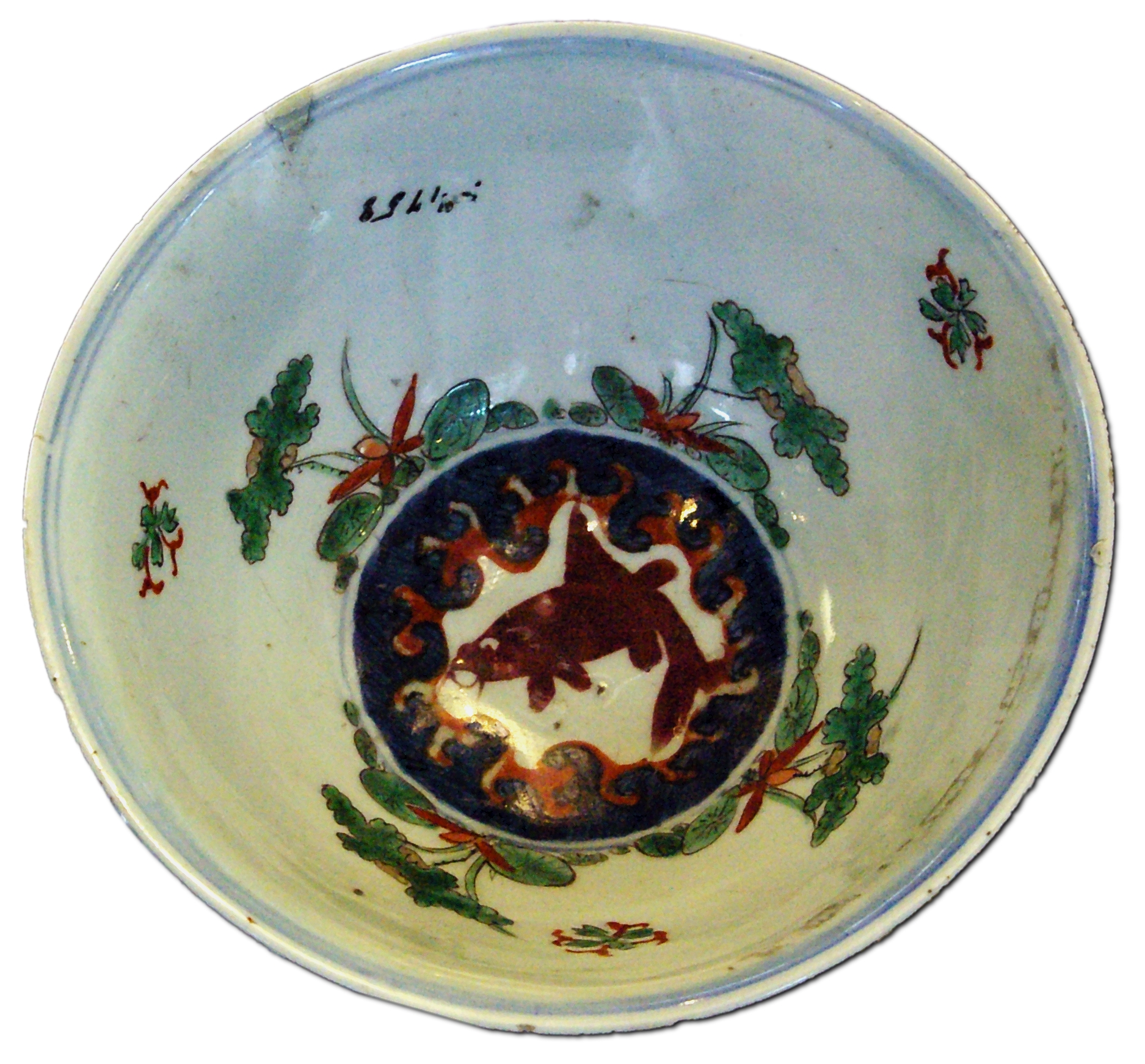
Porcelaine de Tabriz de l'époque safavide.
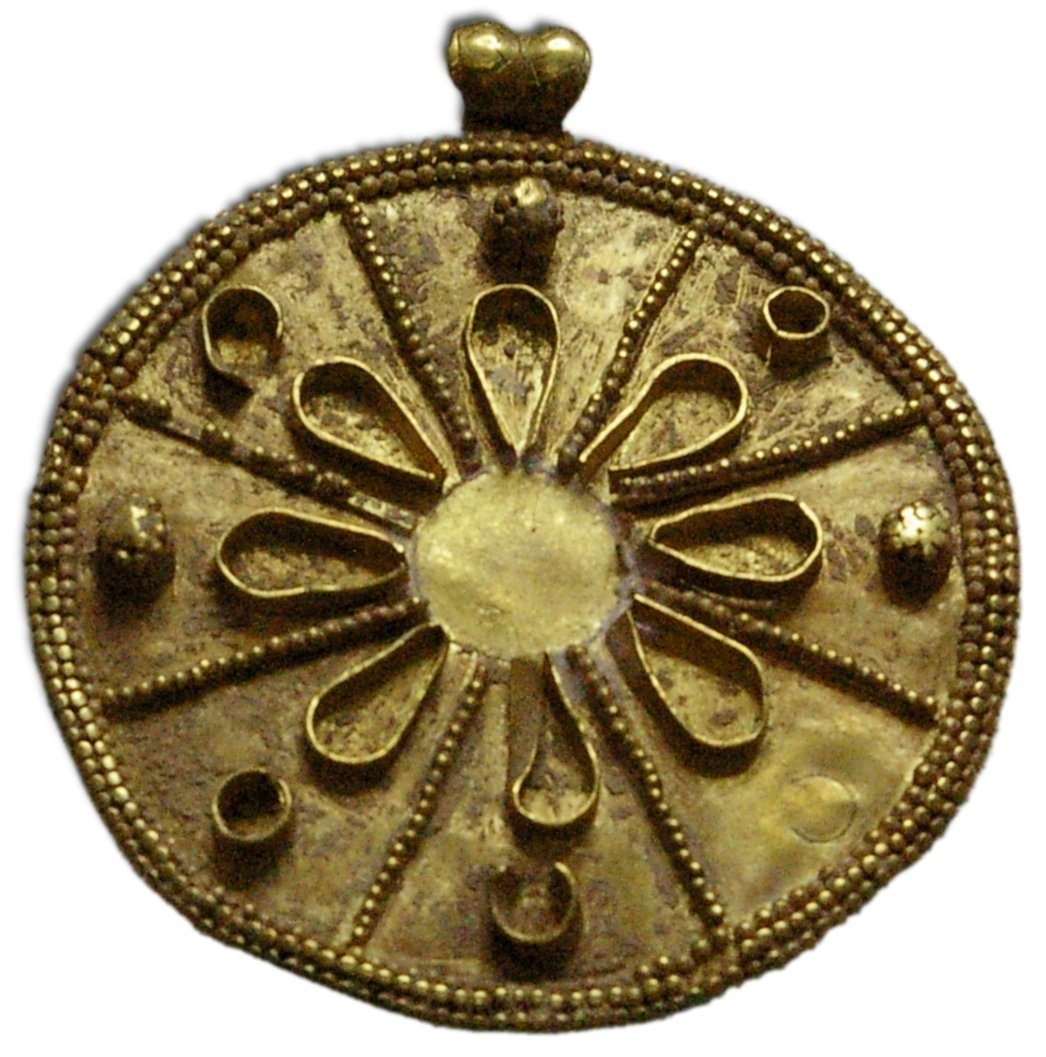
Bijou d'or du premier millénaire av. J.-C.
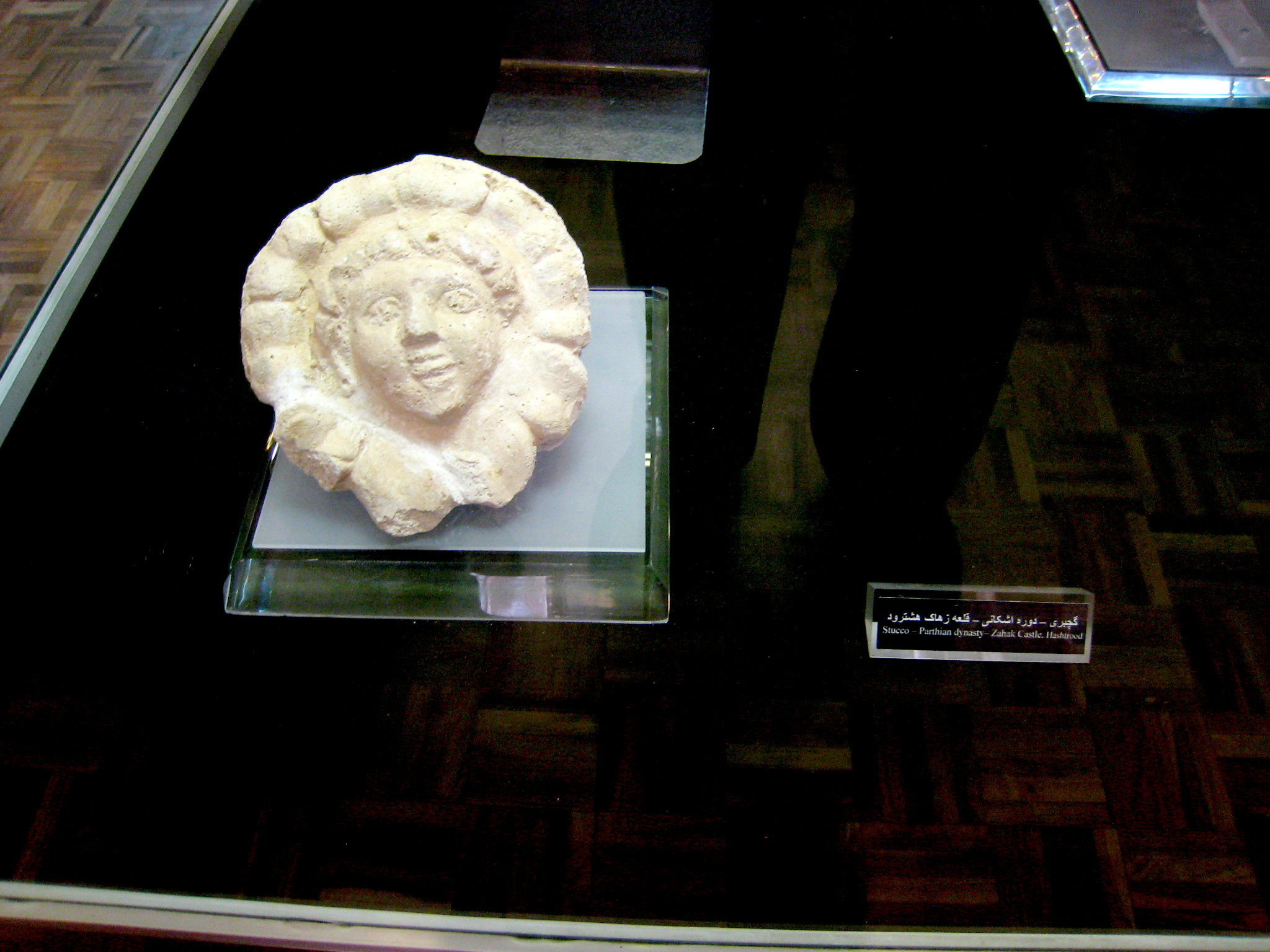
Tête trouvée à Zahhak (dynastie parthe).
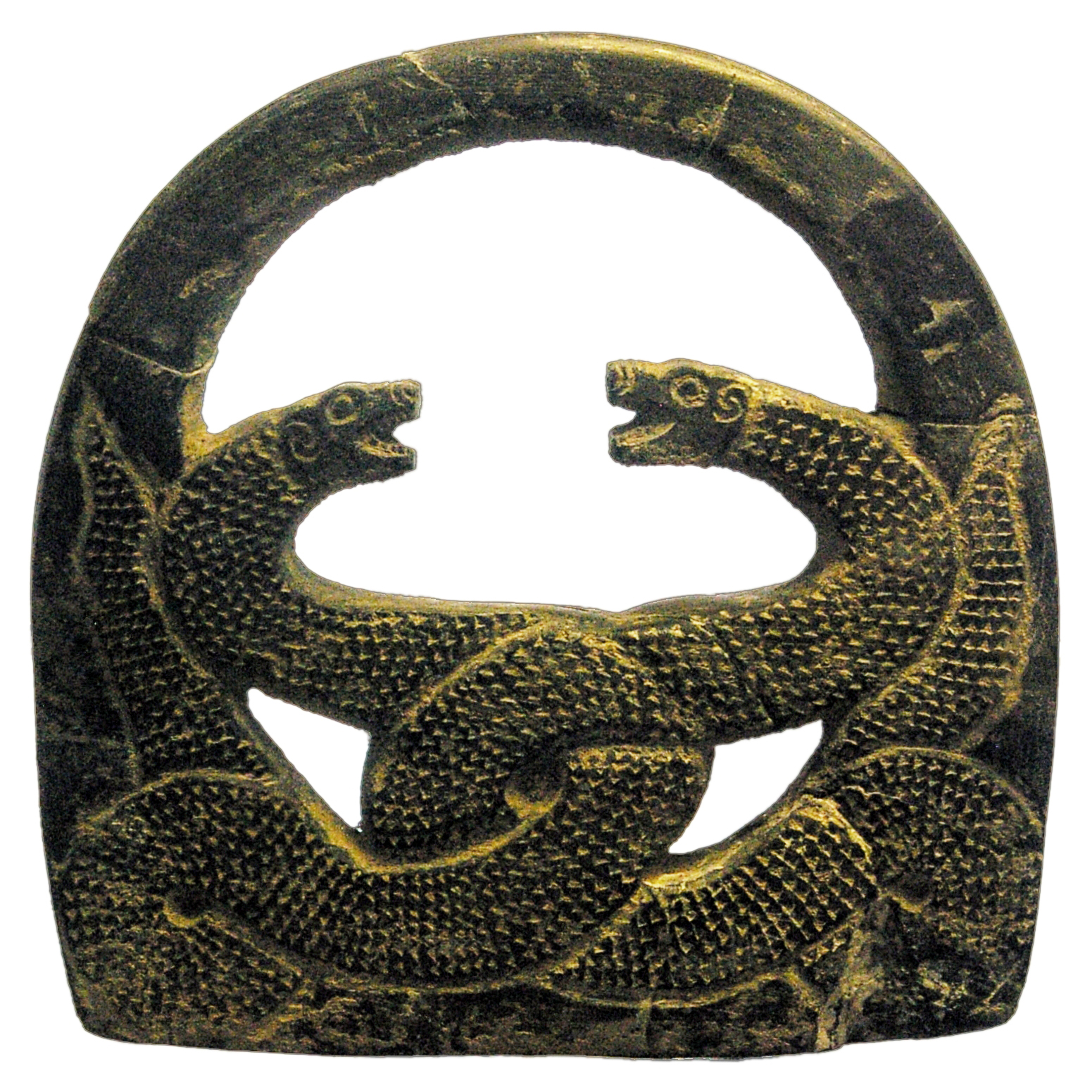
Serpents entrelacés trouvés à Djiroft (IIIe millénaire av. J.-C.).